# Q & Q
Q & Q is een Nederlandse jeugdserie die door de KRO op de zaterdagavond tussen 19:00 en 19:30 op Nederland 1 werd uitgezonden. De eerste reeks van 13 afleveringen (bekend als Een Mislukte Foto) kwam in  het najaar van 1974 op het scherm. In 1976 volgde een tweede 13-delige serie (Kunst- en vliegwerk). Twee jaar later ging een ingekorte versie van die serie als bioscoopfilm in roulatie.
Beide series werden geregisseerd door Bram van Erkel. Harrie Geelen en Joop Stokkermans verzorgden respectievelijk het script en de muziek. De herkenningsmelodie werd gezongen door Robert Long. Een versie van de titelsong gezongen door De Makkers werd op single uitgebracht. Een bewerking voor een fanfare is (diëgetisch) te horen in de slotscène.

## Verhaal
Q & Q gaat over de twee vrienden, Aristides Quarles van Ispen en Wilbur Quant. Ze wonen in het fictieve dorp Runkum. Zowel in de eerste als in de tweede reeks komen ze door toeval enkele misdadigers op het spoor. Omdat ze door de volwassenen, met name de politie, maar half worden geloofd, gaan ze zelf maar op onderzoek uit, daarbij geholpen door Aristides' oudoom 'opa' Reinier Quarles van Ispen maar ook Juultje, Wilburs zuster. In de tweede serie worden ze bovendien bijgestaan door hun vriendinnetje Akkie Swaan.
In de eerste serie begint het avontuur wanneer de jongens in het bos vogels willen fotograferen. Bij het ontwikkelen van de foto's lijkt het dat een dode man is gefotografeerd. Als ze teruggaan naar het bos, vindt Juultje een merkwaardige ring waar ook een "enge man" naar op zoek is. Uiteindelijk blijkt de man niet dood maar zwaargewond en belanden ze in een bedrijfsspionagezaak waarin de ring met een camera en microfilm geheime informatie van een fysisch laboratorium bevat. Dit gegeven is ontleend aan de film Blow-Up van Michelangelo Antonioni.
Naast dit avontuur lopen in de serie ook nog enkele andere verhaallijnen zoals de reclamecampagne van "IQ" voor het frisdrankmerk "Poef" en de mislukte aanslag op boer Zwartjes.  
De aanzet tot de tweede reeks is een telefoongesprek dat toevallig wordt opgevangen door Wilbur. Hierbij hoort hij een gesprek tussen twee inbrekers die na een schilderijendiefstal per ongeluk twee politieagenten hadden neergeschoten. Omdat ze, vooral opa, geen vertrouwen hebben in de politie, gaan ze samen met hem en Akkie zelf op onderzoek uit en komen naast de schilderijenroof ook op het spoor van goudsmokkel en onderlinge roof tussen Belgische en Chinese gangsters.
Ook hier is sprake van andere verhaallijnen zoals de voorbereiding van het toneelstuk rond de viering van '1100 jaar Runkum/Runicheim' en het behoud van het originele orgel voor Runkum dat in bezit is van boer Zwartjes.

## Rolverdeling

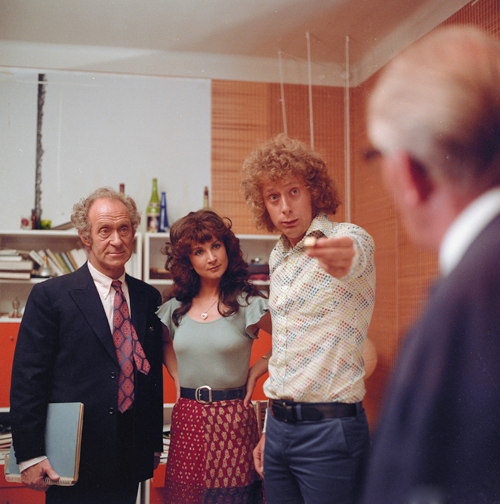
Oudoom "Opa", Juultje, André en adjudant Mudde

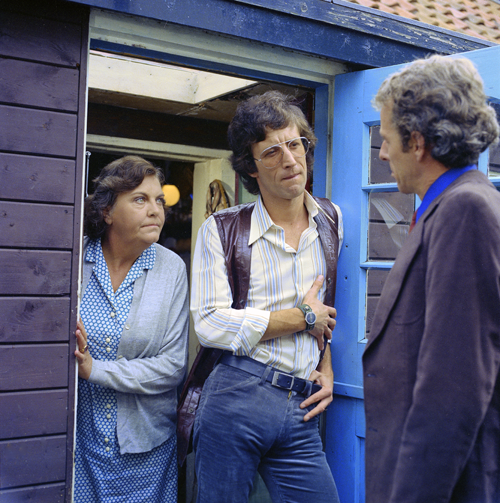
Martha, IQ en Axel Zaneck

| Personage                                                                                | Acteur/actrice        |
| ---------------------------------------------------------------------------------------- | --------------------- |
| Aristides Quarles van Ispen                                                              | Erik van 't Wout      |
| Wilbur Quant                                                                             | Martin Perels         |
| Opa Reinier Quarles van Ispen                                                            | Bob de Lange          |
| Akkie Swaan                                                                              | Tamar Baruch          |
| Juultje Quant                                                                            | Maélys Morel          |
| Ingmar Quant "IQ"                                                                        | Cor van den Brink     |
| Leonie Quarles van Ispen                                                                 | Emmy Lopes Dias       |
| Charles Quarles van Ispen                                                                | Frans Kokshoorn       |
| dienstmeisje Sophietje                                                                   | Nanny Cijs            |
| Martha Zwierus                                                                           | Riet Wieland Los      |
| Berthe Bennebroeck                                                                       | Mieke Bos             |
| Ed Bennebroeck                                                                           | Hans Dagelet          |
| Axel Zaneck                                                                              | Ferd Hugas            |
| Anthony van Slingelandt jr. (het vermeende lijk)                                         | Wim Hogenkamp         |
| Anthony van Slingelandt sr.                                                              | Johan Sirag           |
| Emma van Slingelandt-Tol                                                                 | Elly van Stekelenburg |
| aannemer Pies                                                                            | Lex Goudsmit          |
| zoon André Pies                                                                          | Hans Otjes            |
| adjudant Mudde                                                                           | Sacco van der Made    |
| agent Drak                                                                               | Cor Witschge          |
| boer Zwartjes                                                                            | Johan te Slaa         |
| werkster Zwartjes                                                                        | Mimi Kok jr.          |
| Abe, knecht Zwartjes                                                                     | Ger van der Grijn     |
| Hospita (serie 1) / mevrouw Fok (serie 2)                                                | Enny de Leeuwe        |
| man met bril in witte regenjas (later zich voordoende als inspecteur Smit uit Amsterdam) | Broes Hartman         |
| apotheker/drogist Arend Dooyer                                                           | Joop Lahnstein        |
| pompbediende                                                                             | Kees van Lier         |
| caissière                                                                                | Kika Mol              |
| inspecteur Rikkert Swaan                                                                 | Onno Molenkamp        |
| Ada Blom (dichteres Ada Betelgeuze)                                                      | Marlies van Alcmaer   |
| Victor Fok                                                                               | Paul Beudel           |
| Gerard Kokkerneel                                                                        | Hammy de Beukelaer    |
| Guido Fok                                                                                | Rudolf Damsté         |
| Felix de Gaal                                                                            | Jaap Hoogstra         |
| Henriëtte van Kampen                                                                     | Fien Berghegge        |
| Annie de Loo                                                                             | Betsy Smeets          |
| Agent Jaap                                                                               | Peter Tuinman         |
| Agent                                                                                    | Guus Hoes             |
| Agent Willie                                                                             | Bob van Tol           |
| Barman                                                                                   | Con Meijer            |
| Henk van Dal                                                                             | Willem Sibbelee       |
| Yvonne                                                                                   | Simone Schwartz       |

## Productie

### Eerste serie
Harrie Geelen schreef de eerste reeks van Q & Q begin 1973, tussen zijn werkzaamheden voor Kunt u mij de weg naar Hamelen vertellen, mijnheer? door. Volgens Geelen had regisseur Bram van Erkel om "iets met natuur en paarden" gevraagd. Q & Q draait dan ook om twee jongens die respectievelijk aan paardrijden en natuurfotografie doen. Geelen schreef het scenario "in één ruk en praktisch zonder slaap".
In juli en augustus 1974 werd de serie tijdens de schoolvakantie van Perels en Van 't Wout geheel op film opgenomen voor het opvallend lage budget van "enige tonnen". De afleveringen werden volledig op locatie gedraaid in en rond het Gooi. Huizen, Bunschoten, Nijkerk, Vleuten, Nederhorst den Berg en Ankeveen stonden model voor het fictieve dorpje Runkum waar de avonturen zich afspelen; dit geldt tevens voor het dorp Zilt.
Q & Q werd uitgezonden van oktober tot en met december 1974. Met een gemiddeld kijkcijfer van 3,1 miljoen staat de reeks nog steeds te boek als de best bekeken Nederlandse jeugdserie aller tijden. Ook in Duitsland en Oostenrijk was de serie een succes.
De serie werd in Nederland twee keer herhaald. Voor deze herhalingen werd de opdeling in afleveringen veranderd; de oorspronkelijke serie had 13 afleveringen van ongelijke lengte, de herhalingen hadden er 12 van gelijke lengte. In 2004 verscheen de 12-delige versie op een  dvd box. Die gebeurtenis werd overschaduwd doordat hoofdrolspeler Martin Perels enkele maanden later op 44-jarige leeftijd overleed.

### Tweede serie
Het scenario van de tweede Q & Q-reeks (Kunst- en vliegwerk) blijft trouw aan de opzet van de eerste serie en het gros van de hoofdrolspelers deed opnieuw mee. Het resultaat oogt echter minder onbevangen. Cameraman Theo van de Sande kreeg de gelegenheid om meer aandacht aan cameravoering en belichting te besteden en de kinderacteurs waren inmiddels bedachtzame pubers geworden. Ook de wetenschap dat Kunst- en vliegwerk de opvolger van een zeer succesvolle serie moest worden droeg, volgens herinneringen van de makers, bij aan een minder zorgeloze sfeer op de set. De tweede serie werd in de zomer van 1975 opgenomen en was ook qua kijkcijfers een groot succes.
In 1978 ging een ingekorte versie als bioscoopfilm in roulatie. Hierbij werd er kennelijk van uitgegaan dat de kijkers de televisieserie al hadden gezien want het verhaal is in de bioscoopversie niet te volgen.
De serie Kunst- en vliegwerk werd nooit herhaald, volgens de KRO omdat het geluidsspoor was beschadigd. In september 2005 verscheen ook de tweede reeks niettemin op een dvd box mét een intact geluidsspoor.

## Seizoenen
| Seizoen | Afleveringen | Uitzendingen                      |
| ------- | ------------ | --------------------------------- |
| 1       | 13           | 5 oktober 1974 - 28 december 1974 |
| 2       | 13           | 3 januari 1976 - 27 maart 1976    |

## Afleveringen

### Seizoen 1
| Aflevering | Titel                          | Uitzenddatum     |
| ---------- | ------------------------------ | ---------------- |
| 1          | Een mislukte foto              | 5 oktober 1974   |
| 2          | De ring in het bos             | 12 oktober 1974  |
| 3          | De vrolijke zeug               | 19 oktober 1974  |
| 4          | De familie Bennebroeck         | 26 oktober 1974  |
| 5          | Opa Quarles informeert         | 2 november 1974  |
| 6          | Een ongeval van ernstige aard  | 9 november 1974  |
| 7          | Doiiiiiing!!                   | 16 november 1974 |
| 8          | Een peuk met een gouden biesje | 23 november 1974 |
| 9          | Interessante hobby's           | 30 november 1974 |
| 10         | Gasten op het tuinfeest        | 7 december 1974  |
| 11         | Spoedgeval                     | 14 december 1974 |
| 12         | Hallo...?                      | 21 december 1974 |
| 13         | Oef, nu een Poeff!!            | 28 december 1974 |

### Seizoen 2
| Aflevering | Titel                      | Uitzenddatum     |
| ---------- | -------------------------- | ---------------- |
| 1          | Runkum bij nacht           | 3 januari 1976   |
| 2          | Geluiden...                | 10 januari 1976  |
| 3          | Beter een kogel in de hand | 17 januari 1976  |
| 4          | Ding dong!                 | 24 januari 1976  |
| 5          | Een zekere Gerard          | 31 januari 1976  |
| 6          | Een donkere villa          | 7 februari 1976  |
| 7          | De vrouw op de oprit       | 14 februari 1976 |
| 8          | Binnen met een boek        | 21 februari 1976 |
| 9          | Middelen van vervoer       | 28 februari 1976 |
| 10         | Karakters                  | 6 maart 1976     |
| 11         | Telegram uit...            | 13 maart 1976    |
| 12         | Welterusten                | 20 maart 1976    |
| 13         | Buizenpost                 | 27 maart 1976    |

## Boeken
- Van de eerste serie verscheen in 1975 een jeugdboek door Imme Dros samen met Harrie Geelen, onder de titel Een mislukte foto.
- Van de tweede serie verscheen in 1976 ook een jeugdboek door Imme Dros samen met Harrie Geelen, onder de titel Kunst- en vliegwerk.

## Trivia
Cor van den Brink, die de rol van vader speelt, was in werkelijkheid maar 3 jaar ouder dan Maélys Morel die zijn dochter speelt. Ook Bob de Lange, die de rol van oom speelde, was in werkelijkheid maar 4 jaar ouder dan Frans Kokshoorn die zijn neefje speelde.